# Pont Neuf de Mantes
Le pont Neuf de Mantes est un pont routier qui franchit la Seine de Mantes-la-Jolie à Limay sur une longueur de 405 mètres. Il comprend en fait deux ponts, séparés par la traversée de l'île aux Dames (aussi appelée « île de Limay ») : au sud-ouest le pont Neuf de Mantes proprement dit, métallique s’appuyant sur des structures en béton, qui enjambe le bras navigable de la Seine ; au nord-est le pont Neuf de Limay, un pont de pierre à trois arches reconstruit en 1943, sur le bras de Limay de la Seine ; ce dernier se situe 150 mètres en aval du vieux pont de Limay.

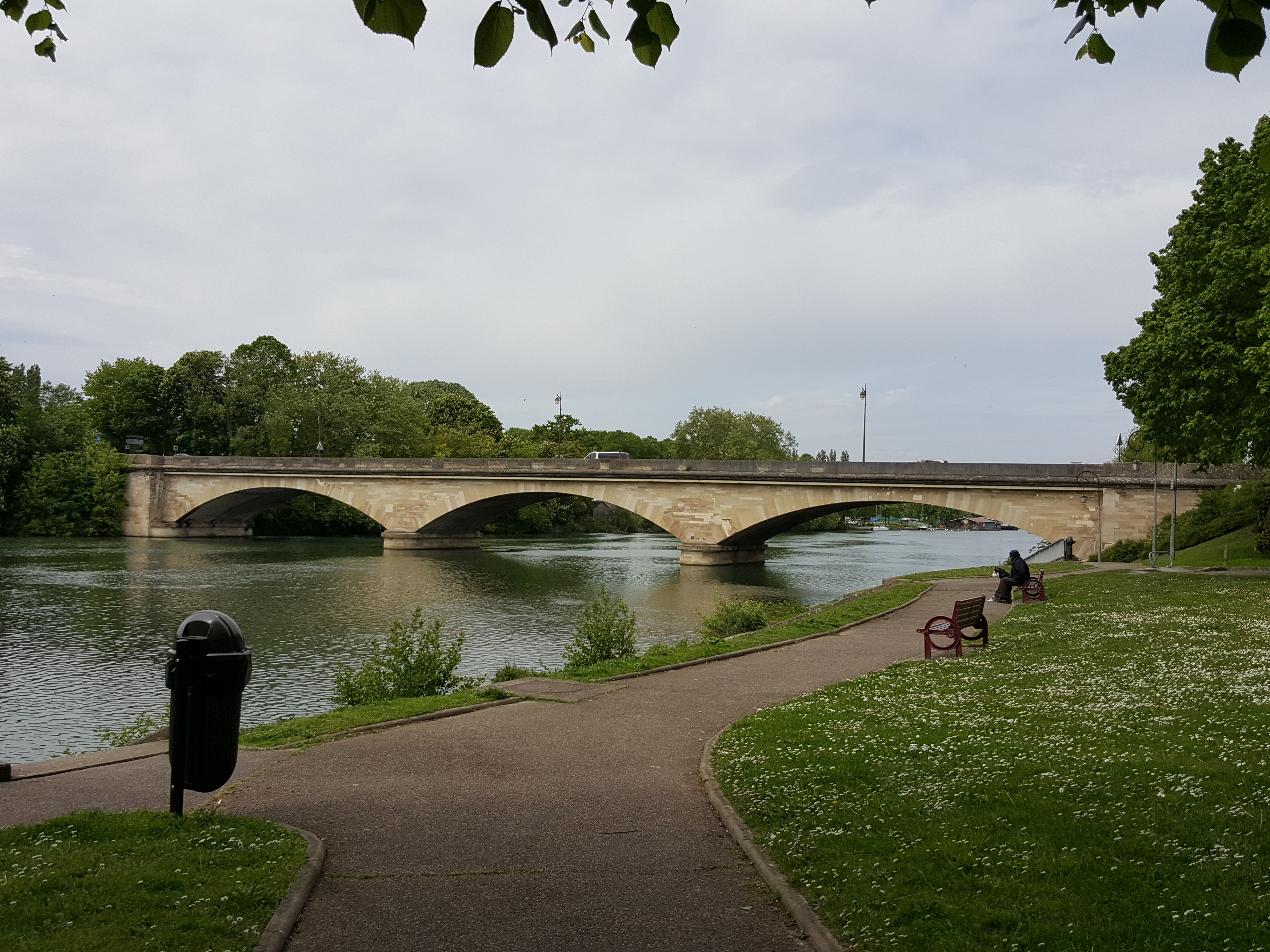
Le pont Neuf de Limay, en pierre à trois arches sur le bras de Limay de la Seine, date de 1943 dans sa forme actuelle.

## Caractéristiques
Le pont Neuf de Mantes est un pont métallique d'une portée totale de 145 mètres, qui comporte trois travées de 43, 59 et 43 mètres, reposant sur deux piles en béton immergées dans le grand bras de la Seine. Le tablier supporte une chaussée de 9 mètres de large et deux trottoirs de 2,25 mètres de large chacun. Le système de poutres métalliques a été choisi pour réduire l'épaisseur du tablier et dégager le gabarit de navigation.

## Trafic
Le pont Neuf de Mantes fait partie de l'itinéraire de la route départementale 190. Lors d'un comptage permanent SIREDO effectué en 2005, le trafic moyen journalier — évalué sur une semaine de mesure — s'élevait à 19 387 véhicules.

## Historique

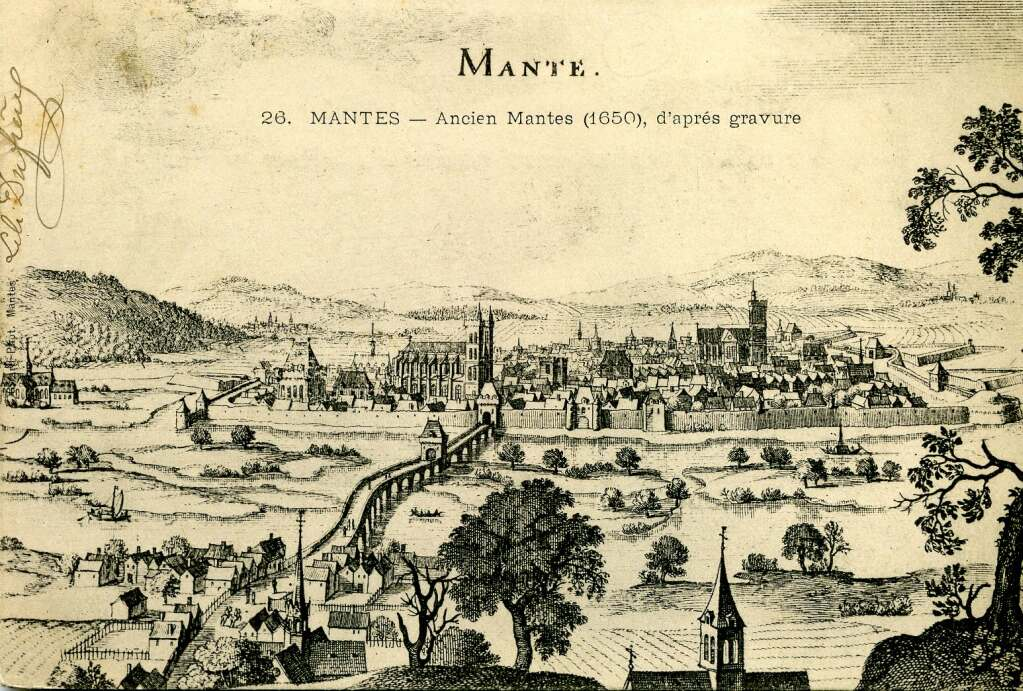
La ville et le pont de Mantes vers 1650.

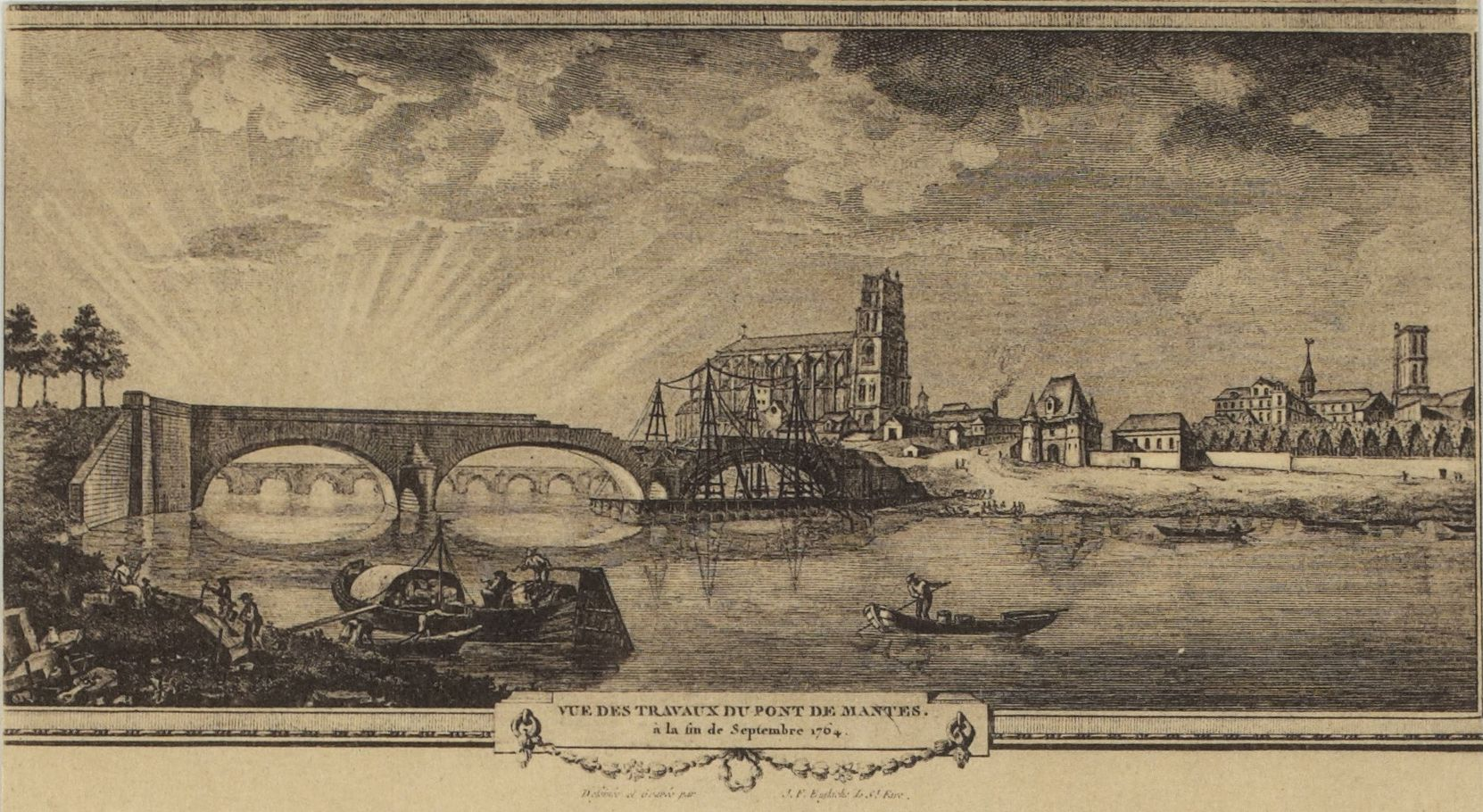
Chantier de construction du pont Perronet en 1764.

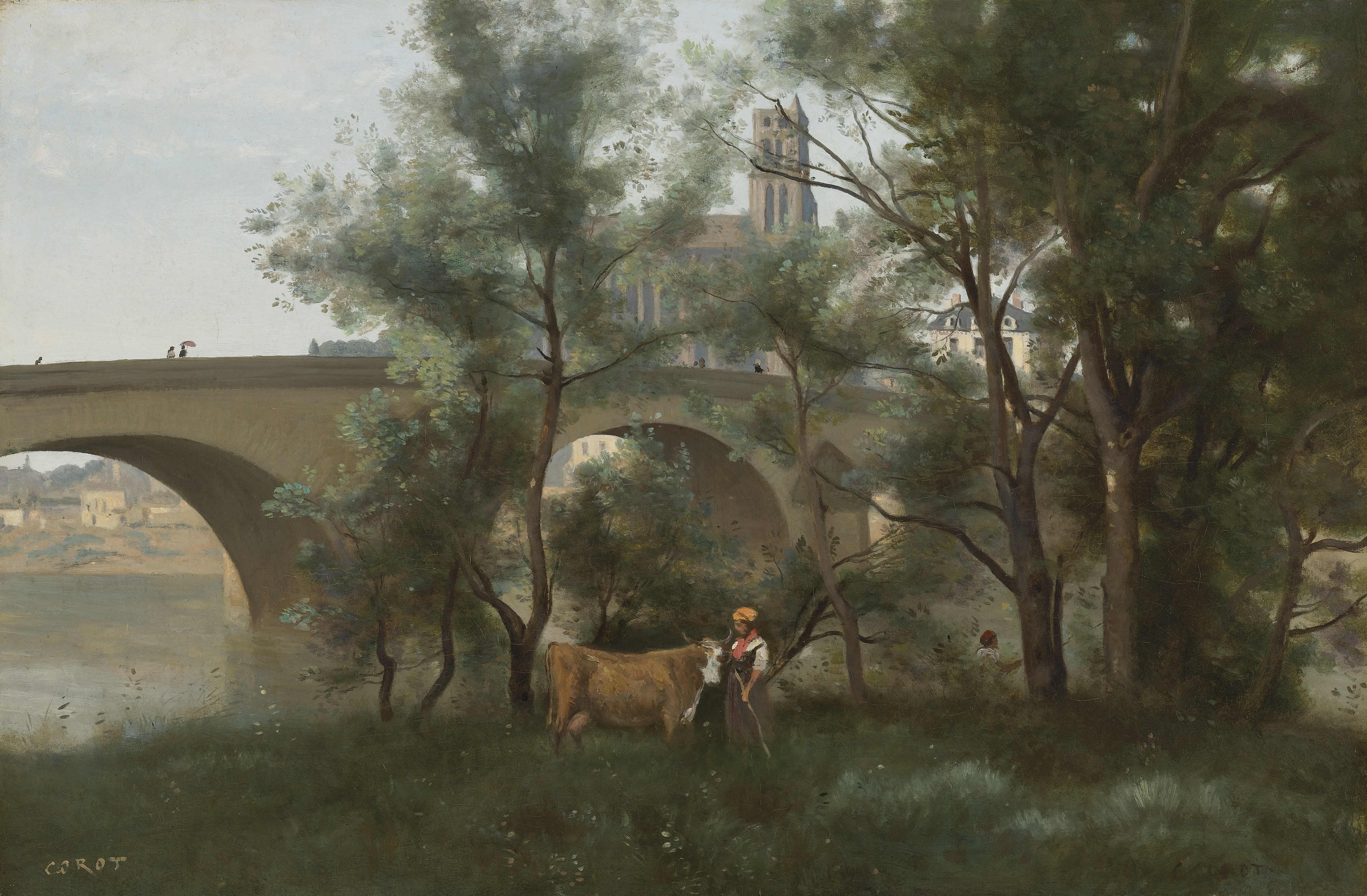
Le pont Perronet peint par Corot (vers 1840).

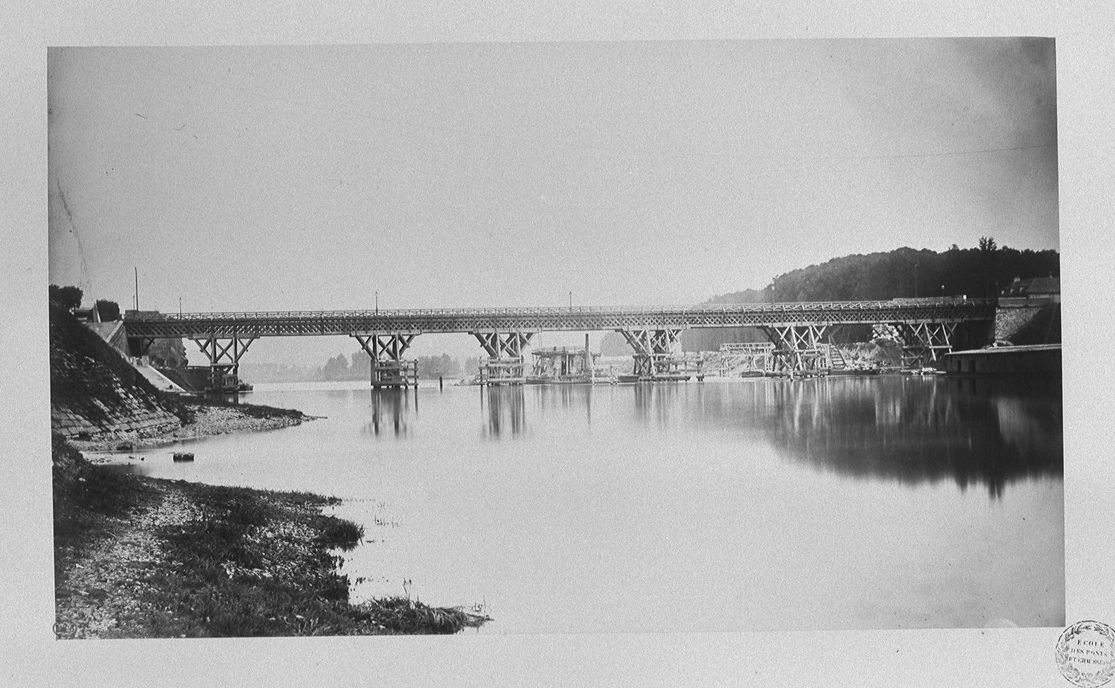
Pont provisoire en charpente construit en 1871.

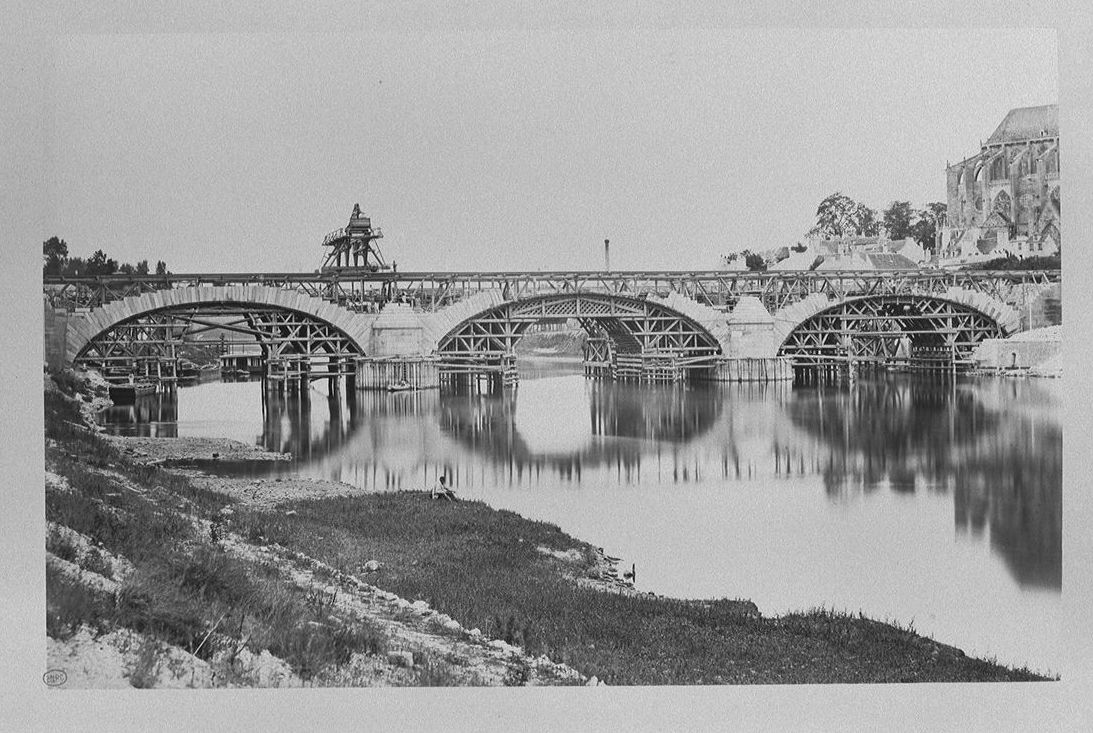
Chantier de reconstruction du pont Perronet en 1873-1874.

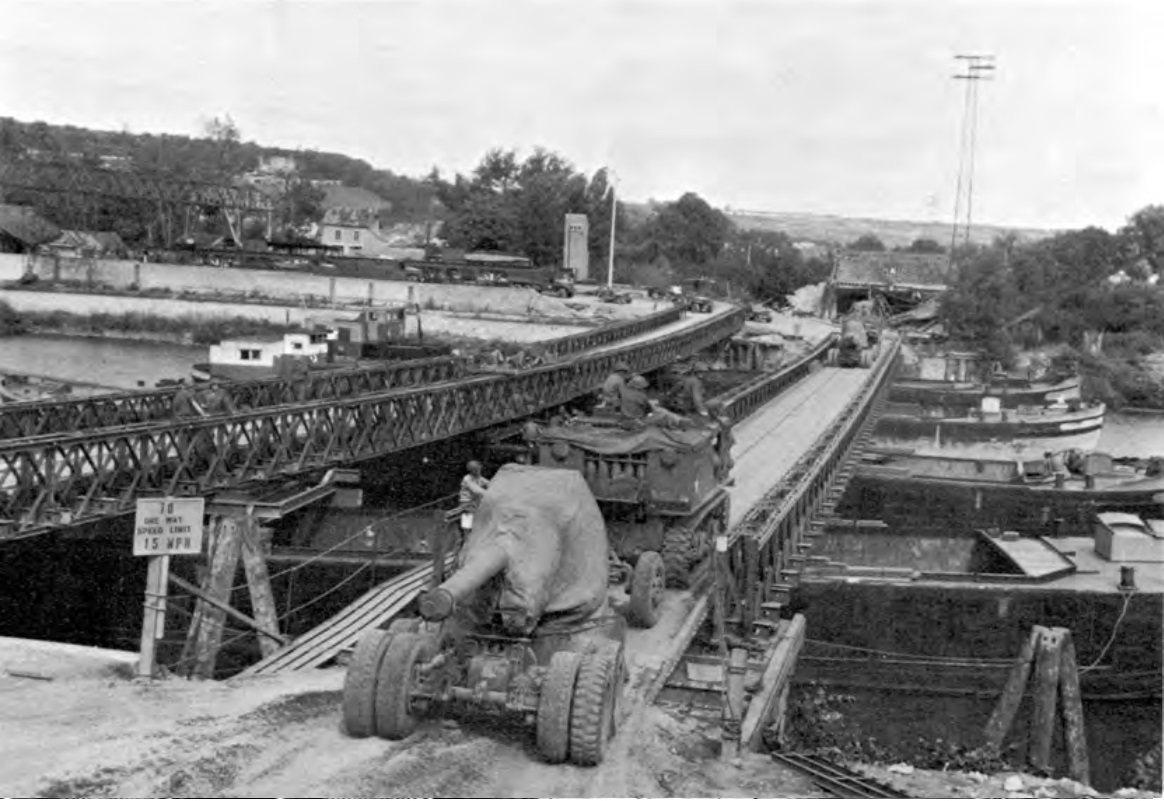
Pont Bailey posé sur des barges, installé en août 1944 par le génie militaire britannique.

À l'origine, il existait un pont en trois parties reliant, selon un tracé quelque peu tortueux, Mantes à Limay. Son existence est attestée dès 1050 dans une charte concernant les droits de péage. Ce pont, souvent détruit ou endommagé à la suite d'accidents climatiques dus notamment aux crues et aux débâcles (dégels), est reconstruit plusieurs fois. Comptant au total trente-sept arches, il se composait d'un pont sur le bras de Mantes (de treize arches), entre la porte aux Images et l'île Champion (désormais englobée dans l'île aux Dames), d'un deuxième pont sur l'île, dit « pont Fayolle » (de douze arches), et enfin du pont sur le bras de Limay (de douze arches), qui est le Vieux pont de Limay, seule partie conservée jusqu'à nos jours, partiellement car au moins deux arches manquent au centre.
En 1757 commence la construction d'un nouveau pont en pierre sous la direction de Jean Hupeau, premier ingénieur des ponts et chaussées, puis après sa mort en 1764, sous celle de son successeur, Jean-Rodolphe Perronet (1708-1794), à qui l'on doit également la construction du pont de Neuilly-sur-Seine. Elle se termine en 1768, ainsi que l'aménagement de la route royale. Ce pont, dit « pont Perronet » comportait trois arches en anse de panier de longueur égale. L'ancien pont est démoli en 1766. La construction du deuxième pont sur le bras de Limay, dans le prolongement du pont Perronet, est réalisée entre 1844 et 1855 par l'ingénieur Gigot selon les plans de l'ingénieur Perronet.
En septembre 1870 au début de la guerre franco-allemande de 1870, à l'approche des troupes allemandes, le génie militaire fait sauter le pont Perronet. Il est remplacé par un pont de bateaux, puis par un pont provisoire en bois en septembre 1871. Par la suite, le pont Perronet est reconstruit dans le même style.
Le 3 septembre 1914 au début de la première guerre mondiale, le génie militaire reçoit l'ordre de faire sauter le pont de Mantes dès que la menace de l'invasion allemande le nécessitera, mais le maire de Mante-la-Jolie, Auguste Goust, réussit en négociant à obtenir un sursis. Après la bataille de la Marne qui voit les Allemands reculer, le pont est épargné.
Le 9 juin 1940 au début de la seconde guerre mondiale, le pont de Mantes est à nouveau détruit par le génie militaire français, qui détruit également deux arches du Vieux pont de Limay, le pont ferroviaire sur le bras navigable de la Seine, et le vieux pont Fayolle, dans le but de ralentir l'avance allemande. Destructions inutiles puisque l'armée allemande franchit la Seine les 9 et 10 juin, en aval près de Courcelles-sur-Seine, et occupe Mantes dès le 13 juin. Le pont Neuf de Limay n'a pas été détruit. Une arche du pont Perronet (côté Mantes) est toutefois restée intacte, ce qui a facilité la réparation du pont à l'aide de travées métalliques de type Pigeaud. Cela permet le rétablissement de la circulation entre Mantes et Limay dès le 9 septembre 1940,,.
Le 30 octobre 1943, le nouveau pont de Limay, reconstruit avec une chaussée élargie grâce à des dalles de béton armé posées en encorbellement, est inauguré.
Le 30 mai 1944, trois vagues de bombardements alliés détruisent à nouveau les ponts, sauf le Vieux pont et le pont Neuf de Limay qui ne sont pas touchés, une grande partie du quartier historique entourant la collégiale Notre-Dame de Mantes-la-Jolie — collégiale qui reste miraculeusement intacte —, et une partie de la ville de Limay.
En août 1944, un pont Bailey posé sur des barges est provisoirement installé en travers du bras de Seine navigable, en attendant la reconstruction du pont côté Mantes. Celui-ci, devant faire appel à un système de poutres métalliques sous chaussée s'appuyant sur des piles en béton, est adjugé en 1949 aux entreprises « Morillon-Corvol » pour les parties béton et « Seibert » pour les parties métalliques. Il est ouvert à la circulation le 23 septembre 1951 et l'inauguration officielle a lieu le 6 décembre suivant,.
Une passerelle accolée au pont Neuf de Mantes, destinée aux piétons et aux cyclistes, est construite près de soixante-dix ans plus tard en 2018-2019. Elle permet de rejoindre l’île aux Dames à partir de Mantes, franchissant le seul bras navigable, mais ne poursuit pas vers Limay, le franchissement du bras de Limay devant se poursuivre sur le pont Neuf de Limay.